# Aitor Arana
Aitor Arana Luzuriaga (Legazpia, 21 de diciembre de 1963) es un lingüista, escritor, traductor y esperantista español.

## Biografía
Inició su vida profesional como profesor de euskera. Comenzó a escribir a los 17 años, empezando una prolífica carrera de escritor y traductor que cuenta con varias decenas de títulos, la mayoría de ellos en euskera. Ha recibido numerosos premios por sus obras en diversas categorías, como novela o teatro.
Se ha especializado en la literatura infantil y juvenil y es también autor de diferentes estudios lingüísticos sobre las variedades dialectales del euskera.
Algunas de sus obras originales han sido traducidas a otras lenguas. También ha escrito libros en esperanto, incluyendo libros de aprendizaje, un amplio diccionario y traducciones de obras originales en euskera.

## Obras

### Cuentos
- Ipuin lizunak (1994, Haranburu)
- Ipuin ilunak (1995, Haranburu)
- Gaueko ortzadarra (1997, Pamiela)
- Haize gorria (1999, Hiria)
- Atharratzeko erregina (2000, Hiria)
- Bervalen gertatuak (2000, Hiria)
- Onan (2000, Txalaparta)
- Hiru istorio borchazko (2001, Hiria)
- Ipuin entzulea (2001, Euskaltzaindia-BBK)
- Sexuketan (2002, Hiria)
- Ezohiko ipuinak (2005, Hiria)
- Lehenbiziko ipuinak (2005, Hiria)
- Ordaina (2008, Arabako Foru Aldundia)
- Xut (2008, Hiria)

### Novela
- Historia lazgarria (2001, Euskaltzaindia-BBK)
- Boste ahizpa (2003, Euskaltzaindia - BBK) - 178 orr.
- Aita-semeak (2005, Hiria)
- Errege hilobia (2006, Elea)
- Oscar eta Sebastian (2009, Kutxa Fundazioa)
- ETAko buruzagi (2010, Hiria)
- Dorian Grayren egiazko erretratua (2011, Txalaparta)
- Sacamantecas nuen aita (2012, Txalaparta)

### Ensayo
- BBK-Euskaltzaindia literatura sarien historia (1958-2003) (2004, Euskaltzaindia)
- Etruskoak. Ziurtasunaren eta zalanzaren artean (2004, Hiria)

### Literatura infantil y juvenil
- Azkonarren laguna (1987, Elkar)
- Loaren bidez (1990, SM)
- Afrikako semea (1991, Elkar)
- Jainko txikia (1994, Elkar)
- Urtegi misteriotsua (1994, Elkar)
- Uxue eta Urtzi (1997, Ibaizabal)
- Herauskorritse (1998, Mensajero)

- Nijerida eta Koomori saguzarrak (1998, Ibaizabal)
- Buztantxoren larrialdiak (2000, Elkar)
- Erregina bahitua (2000, Edebe-Giltza)
- Josu, Asier eta... (2000, Mensajero)
- Amodioaren gazi-gozoak (2001, Ibaizabal)
- Irunberriko sorginak (2003, Txalaparta)

### Teatro
- Azken gurasoak (2003, SM)
- Lagun mina (2003, Euskaltzaindia - BBK)
- Editorea (2006, Kutxa Fundazioa)
- Egin bedi zure nahia (2008, Hiria)

### Lingüística
- Zaraitzuko hiztegia (2001, Hiria-Nafarroako Gobernua)
- Zaraitzuko euskara (2001, Hiria-Nafarroako Gobernua)
- Izarbeibarko hiztegia (2002, Hiria-Nafarroako Gobernua)
- Nafarroako ipar-ekialdeko euskara. Irunberritik Aezkoaraino (2003, Alttafaylla)
- Nafarroako euskalkiak. Hegoaldeko goi-nafarrera. Hiztegia (2004, Hiria)
- Zaraitzuera. Irakurgaiak (2004, Hiria)

### En esperanto
- Esperantoa ikasgai (1990, 2ª ed. 2016). Manual de esta lengua auxiliar internacional en euskera
- Memorajoj de eŭska bovino (1999). Traducción al esperanto de las "Memorias de una vaca vasca" de Bernardo Atxaga
- Portreto de Dorian Gray (2012). Traducción al esperanto de la obra de Oscar Wilde
- Klaŭda kaj la rivera sekreto (2013)
- Fajra amo (2015)
- Eŭska-Esperanta Esperanta-eŭska vortaro / Euskara-esperantoa Esperantoa-euskara hiztegia (2015). Gran diccionario esperanto-euskera [4]
- La okulvitroj de Lidia (2023, Ars Libri, Polonia), biografía novelizada de Lidia Zamenhof [5]